# Grindr
Grindr (pron. /ˈɡraɪndər/) è un social network basato sulla geolocalizzazione compatibile con dispositivi iOS, disponibile in App Store dal 25 marzo 2009 e reso disponibile successivamente per Android e Blackberry. Lo scopo dell'applicazione, rivolta a un target maschile gay e bisessuale, è quello di mettere in contatto immediato l'utente con persone che si trovano nelle vicinanze.

## Funzionamento
La schermata del programma, sia nella versione iOS sia in quella per Android e Blackberry, è molto semplice e intuitiva: consiste in una griglia di foto formata da un insieme di profili disposti in ordine di vicinanza rispetto alla posizione corrente dell'utente.
Un tasto profilo permette all'utente di inserire velocemente un nickname, una breve descrizione, una foto di presentazione "principale" (che comparirà poi come miniatura nella griglia di ricerca) e alcune foto "secondarie" accessibili dopo aver selezionato un profilo dalla griglia, nonché alcuni dati anagrafici di base. Queste informazioni sono quindi rese disponibili agli altri: toccando la miniatura di un altro utente nella griglia iniziale, si accede infatti a una schermata con la foto a schermo intero di questo utente: in essa si può vedere se questi è al momento online o quanto tempo prima lo è stato.
Dalla stessa schermata si può inoltre scegliere di cominciare una conversazione, impostare l'utente tra i preferiti, mettendolo in cima al mosaico iniziale dei contatti, o bloccarlo in modo che l'applicazione non riproponga più il suo profilo e impedendo la ricezione di messaggi da quell'utente. Una volta cominciata una conversazione si può scegliere inoltre di inviare all'interlocutore ulteriori foto e anche i dati relativi alla propria posizione attuale.
La fotografia impostata come immagine del profilo è sottoposta a un severo controllo, per via delle politiche fortemente restrittive che Apple impone agli sviluppatori di applicazioni per iOS e poiché in App Store non sono consentite applicazioni pornografiche; non è pertanto consentito impostare una fotografia di nudo esplicito come immagine del profilo.

## Storia
Grindr è stato lanciato il 25 marzo 2009 dalla Nearby Buddy Finder, LLC. Dopo alcune iniziali recensioni, caute ma positive, da parte di influenti blog LGBT, Grindr si è rapidamente diffuso in oltre 77 paesi con la maggiore diffusione dell'iPhone 3G, inizialmente l'unico dispositivo per il quale era disponibile l'applicazione, e lì dove, come negli Stati Uniti e nel Regno Unito, i gestori telefonici offrono pacchetti dati a prezzi più accessibili. Nel Regno Unito, infatti, l'applicazione è stata scaricata oltre 30.000 volte dopo che Stephen Fry l'ha nominata nello show della BBC Top Gear. Inoltre Joel Simkhai, uno degli sviluppatori, ha dichiarato d'aver registrato diverse connessioni ai server di Grindr anche da Stati come Iran, Israele e Kazakistan. Dopo solo tre mesi dalla sua pubblicazione in App Store Grindr ha superato i 100.000 utenti.
A luglio del 2010 gli utenti hanno raggiunto i 750.000 distribuiti in 162 nazioni. Alla stessa data la città con più profili attivi risulta essere Londra.
A gennaio 2011 Grindr ha vinto il premio come miglior sito mobile per incontri agli iDate Awards 2011. A febbraio 2011 Grindr ha annunciato lo sviluppo di una versione eterosessuale dell'applicazione mentre il 7 giugno 2011 ha raggiunto i 2 milioni di utenti in ben 192 Stati.
Nel mese di gennaio 2016, Grindr ha annunciato di aver venduto il 60% delle sue quote alla Beijing Kunlun Tech Company, società cinese di videogame, per 155 milioni di dollari.

## Versioni
Grindr su iOS e Android è pubblicato in due versioni: una versione gratuita, con la presenza di banner pubblicitari, e Grindr X(tra), la versione a pagamento che richiede inoltre un abbonamento, mentre Grindr per Blackberry è disponibile solo in versione di prova per 7 giorni, per poterla utilizzare scaduto il periodo di prova è necessario sottoscrivere un pacchetto Xtra a pagamento. La versione a pagamento dell'applicazione, oltre a non contenere banner pubblicitari, permette all'utente di ricevere messaggi tramite notifiche push quando l'applicazione è in background o l'utente è offline, navigare tra i profili in modalità swype, caricare 100 profili in più per iOS e 150 per Android (nella versione gratuita si possono caricare fino a un massimo di 100 profili per iOS e 50 profili per Android), salvare 50 profili in più come preferiti (solo Android), inviare più foto contemporaneamente, salvare e inviare messaggi predefiniti in chat e passare velocemente da una chat all'altra (solo iOS).
Il 27 febbraio 2010 Grindr ha annunciato sul suo blog di aver superato il mezzo milione di utenti in tutto il mondo e che il 30% di questi avrebbe effettuato accesso al servizio ogni giorno.
Il 25 marzo 2010 è stata pubblicata la versione 1.2 con alcune novità come le funzioni di taglio/copia/incolla, la possibilità di vedere la foto a pieno schermo, la possibilità di utilizzare la chat in modalità landscape e una maggiore velocità del caricamento della pagina principale. Il 2 aprile 2010 è stata aggiornata anche Grindr X(tra) che comprende, in aggiunta alle funzioni già presenti nella versione gratuita, lo scorrimento dei profili. La versione 1.3 è arrivata sia per Grindr sia per Grindr X(tra) il 27 luglio 2010 e ha aggiornato la compatibilità a iOS 4. La nuova versione prevede inoltre già nella versione gratuita di mantenere sincronizzato il proprio profilo con messaggi inviati, preferiti e bloccati fra diversi dispositivi e versioni del software. Il 15 settembre 2010 la versione 1.3.1 ottimizza l'applicazione per il retina display di iPhone 4 e la rende pienamente compatibile con iPad. Nell'ottobre 2010 Grindr ha annunciato tramite il suo account Twitter che non avrebbe più accettato ulteriori beta tester per la versione Blackberry rivelando l'imminente annuncio della prima versione definitiva. A febbraio 2011 la versione 1.5 rinnova la grafica dell'applicazione, amplia i campi presenti nei profili permettendo la condivisione dei propri profili dei principali social network. Sono aggiunte inoltre la possibilità di segnalare profili con contenuti offensivi o che violino le condizioni d'uso e la possibilità di filtrare le ricerche attraverso diversi livelli.
Dal 7 marzo 2011 è disponibile la versione 1.0 per Android, compatibile con i terminali che utilizzano il medesimo sistema operativo 2.1 Eclair, 2.2 Froyo e 2.3 Gingerbread con risoluzione del display medio-alta, non sono supportate le versioni precedenti alla 2.1.